# Butch Beard
Pour les articles homonymes, voir Butch.
Alfred "Butch" Beard Jr. (né le 5 mai 1947 à Hardinsburg, Kentucky) est un ancien joueur et entraîneur américain de basket-ball de National Basketball Association.

## Biographie
Butch Beard évolue en NCAA à l'université de Louisville. Il joue ensuite neuf saisons en NBA entre 1969 et 1979 avec cinq équipes différentes : les Hawks d'Atlanta, les Cavaliers de Cleveland, les SuperSonics de Seattle, les Warriors de Golden State et les Knicks de New York. Il inscrit 5622 points en carrière et participe au All-Star Game 1972.
Après la fin de sa carrière, il devient entraîneur, notamment aux Nets du New Jersey dans les années 1990. Il était entraîneur à Morgan State University jusqu'à ce qu'il s'arrête en mars 2006.